# Seance: The Summoning
Seance: The Summoning é um filme de suspense e terror norte-americano, dirigido por Alex Wright em 2011.
Sua estreia no Brasil ocorreu em 24 de julho de 2013 diretamente em DVD.